# Astérix y la sorpresa del César (película)
Asterix y La sorpresa del César es una película francesa de animación basada en el cómic francés Astérix el galo creado por René Goscinny y Albert Uderzo. La película mezcla dos números de la serie de cómic, obteniendo una historia nueva, solo vista en la pantalla.

## Argumento
En el único pueblo del mundo romano que se resiste a Julio César, Obélix se enamora locamente de una recién llegada, Falbalá. En el momento en que, animado por Astérix, le ofrece flores, ella se precipita en los brazos de su novio, Tragicómix. En el curso de un paseo romántico, los novios son detenidos por un afanoso pero ignorante decurión, Effrayé (en francés, "Asustado"), el jefe del campo romano, que les envía a la legión, al Sáhara. Después de destruir el campo romano local, Astérix y Obélix, ayudados por Idéfix, deciden enrolarse en la legión para rescatarles. Después del entrenamiento anormalmente breve, llegan a un campo romano en medio del desierto. Cuando Tragicómix es obligado a luchar por su vida en el circo, Astérix y Obélix se convierten en gladiadores.

## Doblaje de España
| Personaje                   | Actor              |
| --------------------------- | ------------------ |
| Astérix                     | Manuel Peiro       |
| Tragicómix                  | Ramón Langa        |
| Superbus                    | José Luis Gil      |
| Obélix                      | José María Cordero |
| César                       | Simón Ramírez      |
| Cayo Obtusus                | Antonio Iranzo     |
| Cocinero                    | José Luis Baltanás |
| Romano                      | Eduardo Moreno     |
| Centinela de la oficina     | Luis Gaspar        |
| Capitán de la galera        | Enrique Cazorla    |
| Escriba de la oficina       | Ramón Reparaz      |
| Legionario íbero            | Javier Franquelo   |
| Vendedor de esclavos íberos | Aparicio Rivero    |

- Datos: Q1639118